# Нортхемптон (Пенсилванија)
Нортхемптон (енгл. Northampton) град је у америчкој савезној држави Пенсилванија.

## Демографија
По попису из 2010. године број становника је 9.926, што је 521 (5,5%) становника више него 2000. године.
| Група             | 2000.         | 2010.         |
| Белци             | 9.130 (97,1%) | 9.248 (93,2%) |
| Афроамериканци    | 33 (0,4%)     | 166 (1,7%)    |
| Азијати           | 41 (0,4%)     | 73 (0,7%)     |
| Хиспаноамериканци | 164 (1,7%)    | 345 (3,5%)    |
| Укупно            | 9.405         | 9.926         |